# Бродская, Наталья Валентиновна
Наталья Валентиновна Бродская (Ленинград; род. 29 июля 1937) — советский и российский искусствовед, историк искусства, художественный критик. Член Союза художников с 1966 года. Кавалер ордена искусства и литературы Французской Республики.

## Биография
Н. В. Бродская родилась в Ленинграде 29 июля 1937 года. Отец — Валентин Яковлевич Бродский — искусствовед, преподавал в Университете и Академии художеств, руководил секцией критики в Ленинградском отделении Союза художников. Мать — Елизавета Петровна Бродская — искусствовед, преподавала в Академии художеств.
Н. В. Бродская окончила в 1955 году факультет теории и истории искусства Института живописи скульптуры и архитектуры им. И. Репина АХ СССР. Кандидат искусствоведения — окончила аспирантуру Государственного Эрмитажа, в 1973 году защитила диссертацию на тему «Ксилография Феликса Валлотона». С 1961 года работает в Государственном Эрмитаже (ведущий научный сотрудник). Специализируется в области искусства Франции и Швейцарии. Занимается подготовкой экскурсоводов и лекторов Эрмитажа, готовит циклы экскурсий и лекций по искусству Франции, читает публичные лекции, участвует в создании текстов для сайта Эрмитажа и многом другом. В 1979 году получила стипендию швейцарского фонда «Pro Helvetia» для изучения творчества Ф. Валлотона в музеях и собраниях Швейцарии.
В 2010 году министром культуры Франции Фредериком Миттераном удостоена Ордена искусства и литературы Французской Республики (фр. Officier de l’Ordre des arts et des lettres)
Сейчас работает в Государственным Эрмитаже — ведущий научный сотрудник. Специализируется в области искусства Франции.

## Публикации
- Картины Альфреда Сислея в Эрмитаже, Л.: Издательство Государственного Эрмитажа, 1961 (15 стр., 8 илл.)
- Давид Сикейрос, Ленинград: Советский художник, 1969 (22 стр., 60 илл.)
- Henri Rousseau, Leningrad, Aurora Art Publishers, 1977 (30 стр., 16 цв. илл.) (англ.)
- Andre Derain, Leningrad, Aurora Art Publishers, 1981 (14 стр., 16 цв.илл.) (англ.)
- Auguste Renoir, Leningrad, Aurora Art Publishers, 1984,(12 стр.,13 цв. илл.) (англ.)
- Бродский В. Я., Бродская Н. В. Татьяна Шишмарёва. — Л.: Художник РСФСР, 1986. (рус.)
- Van Dongen, Leningrad, Aurora Art Publishers, 1987 (14 стр.,10 цв. илл.) (англ.)
- Maurice de Vlaminck, Leningrad, Aurora Art Publishers (16 стр..11 цв. илл.) (англ.)
- Felix Vallotton et la Russie, Lausanne, Galerie Paul Vallotton,1987 (32 стр., 31 илл.) (фр.)
- Фовисты, СПб — Бурнемут, Аврора — Паркстон, 1996 (287 стр, 168цв.ил.) (рус., нем, англ, фр. яз)
- Огюст Ренуар, СПб — Бурнемут, Аврора — Паркстон, 1996 (157 стр, мн.ил) (рус., нем., англ., фр. Яз)
- Felix Vallotton, Paris, Parkston, 1996 (175 стр, мн.ил., 116 илл.) (фр., нем., англ. Яз)
- L’Art Naif, Paris, Parkston, 2000 (191 стр., 198 ил.) (фр., нем., англ. Яз)
- Пейзаж в Эрмитаже, М.: «АРТ-БМБ», 2001 (63 стр., 24 илл.) (рус.) (англ.)
- Préservation de la peinture à l'ère de l’impressionnisme, 2001 (41 стр., 12 ил.) (фр.)
- Импрессионизм, СПб.: Аврора, 2002 (254 стр, 269 ил.)
- От импрессионизма до кубизма, СПб.: Иван Федоров, 2003 (255 стр., 220 ил.) (рус., нем., фр., англ., итал., исп., корейск. яз)
- Mary Cassatt, London, Sirrocco, 2006 (254 стр., 123 илл.) (фр.) (англ.)
- L’Impressionnisme, New York, Parkstone Press International, 2007(255 стр., 195 ил.) (франц., нем., англ. Яз)
- Le Post-Impressionnisme, New York, Parkstone Press International, 2007 (255 стр.) (фр., нем.. англ. Яз)
- Le Symbolisme, New York, Parkstone Press International, 2007 (198 стр., 120 илл.) (фр.)
- Surrealismus, New York, Parkstone Press International, 2009 (255 стр., 195 илл.) (нем., англ., фр. Яз)
- Париж в Эрмитаже, СПб.: Издательство Государственного Эрмитажа, 2011 (63 стр., 49 цв. илл.)